# McCann-Gletscher
Der McCann-Gletscher ist ein Gletscher in den Bowers Mountains des ostantarktischen Viktorialands. Er fließt von den östlichen Hängen des Mount Stirling zwischen Mount Radspinner und dem Markinsenis Peak zum Lillie-Gletscher.
Der United States Geological Survey kartierte ihn anhand eigener Vermessungen und Luftaufnahmen der United States Navy aus den Jahren von 1960 bis 1964. Das Advisory Committee on Antarctic Names benannte ihn im Jahr 1970 nach dem leitenden Versorgungsoffizier J. M. McCann von der US Navy, der zur Besetzung der McMurdo-Station im Winter 1962 gehört hatte und bei Unterstützungsarbeiten zwischen 1963 und 1965 tätig war.